# Màmia V Gurieli
Màmia V Gurieli fou mtavari de Gúria del 1803 al 1826.
Va néixer el 1798 i era fill de Simó II Gurieli. El 1803 els russos van deposar el seu oncle Vakhtang II Gurieli i van proclamar com a mthavari al nen Màmia, de només 5 anys, el qual es va nomenar honoríficament major general de l'exèrcit rus. La regència la va exercir el seu oncle Kai Khusrau (IV), que havia estat proclamat mthavar el 1778 i havia renunciat a favor del seu germà Simó II Gurieli, fins al 1809, en què Màmia va ser declarat major d'edat.
El 8 d'abril de 1811 es va signar el tractat amb Rússia que establí el protectorat rus a Gúria.
Es va casar el 1814 amb la princesa Sophia Tzulukidze [Sofia Giorgievna] (+1829) que va ser regent de Gúria del 1826 al 1829 (aliada als Turcs a la guerra va haver de fugir el 1829) i era filla del príncep Jordi Tzulukidze.
Va morir a Semokmedi el 20 de novembre de 1826 i el va succeir el seu fill David Gurieli sota regència de la mare Sofia Tzulukidze.